# الإبحار في ألعاب البحر الأبيض المتوسط 2022
أقيمت مسابقات الإبحار في ألعاب البحر الأبيض المتوسط 2022 في الفترة من 27 يونيو إلى 3 يوليو 2022 في قاعدة الأندلوسيات البحرية في العنصر.

## ملخص الميدالية

### رجال
| المنافسة | الذهبية                      | الفضية                    | البرونزية                              |
| -------- | ---------------------------- | ------------------------- | -------------------------------------- |
| ليزر     | Jean-Baptiste Bernaz · فرنسا | Joel Rodríguez ‏ · إسبانيا | Giovanni Coccoluto Giorgetti · إيطاليا |
| iQFOiL   | Nicolò Renna · إيطاليا       | Tom Arnoux · فرنسا        | Luca Di Tomassi · إيطاليا              |

### سيدات
| المنافسة     | الذهبية                 | الفضية                           | البرونزية             |
| ------------ | ----------------------- | -------------------------------- | --------------------- |
| ليزر الشعاعي | Marie Barrué · فرنسا    | Chiara Benini Floriani · إيطاليا | Ecem Güzel · تركيا    |
| iQFOiL       | Hélène Noesmoen · فرنسا | Marta Maggetti · إيطاليا         | Palma Čargo · كرواتيا |

### جدول الميداليات
*   البلد المضيف (مضيف)
| المرتبة | فريق    | ذهبية | فضية | برونزية | المجموع |
| ------- | ------- | ----- | ---- | ------- | ------- |
| 1       | فرنسا   | 3     | 1    | 0       | 4       |
| 2       | إيطاليا | 1     | 2    | 2       | 5       |
| 3       | إسبانيا | 0     | 1    | 0       | 1       |
| 4       | تركيا   | 0     | 0    | 1       | 1       |
| 4       | كرواتيا | 0     | 0    | 1       | 1       |
| المجموع | المجموع | 4     | 4    | 4       | 12      |

## روابط خارجية
- ألعاب البحر الأبيض المتوسط 2022 - إبحار
- كتاب النتائج